# 北京市通州区政府国资委
39°54′44″N 116°39′02″E / 39.91212°N 116.65056°E
北京市通州区政府国资委是北京市通州区人民政府的一个部门。

## 领导
2021年2月，本机构的领导为：
- 郭军：党委书记。工作分工：主持国资委党委全面工作
- 吴长利：主任。工作分工：主持国资委全面工作
- 牛春刚：党委副书记。工作分工：主要负责组织、人事、党建、宣传、统战、群团组织、机关支部、信访、非紧急救助、便民电话工作
- 李立新：党委委员、副主任。工作分工：主要负责审计事务管理、统计评价、信息、督察督办、机关效能建设、人大政协提案办理、档案工作
- 巩少峰：党委委员、副主任。工作分工：负责国有资产产权管理（含资产处置）、国有非经营性资产管理、安全生产、综合治理工作
- 胡四海：党委委员、副主任。工作分工：主要负责企业发展改革、调查研究、法规建设、离退休人员管理工作

## 机构设置
2021年2月，本机构下设：
- 综合办公室
- 组织人事科
- 企业发展改革科
- 统计评价科(清产核资办公室)
- 产权管理科
- 综合科
- 综合服务中心
- 离退休人员服务中心
- 北京市通州区国有企业会计服务中心
- 工会
- 北京市通州区国有资本运营有限公司
- 北京市通州商业资产运营公司
- 北京金通资产经营管理公司
- 北京通盛达交通运输经营管理公司
- 北京市通州区供销合作总社
- 北京市通州市政工程公司
- 北京市通州区煤炭公司
- 大运河（北京）水务建设投资管理有限公司
- 北京八里桥农产品中心批发市场有限公司